# Datumsgrenze

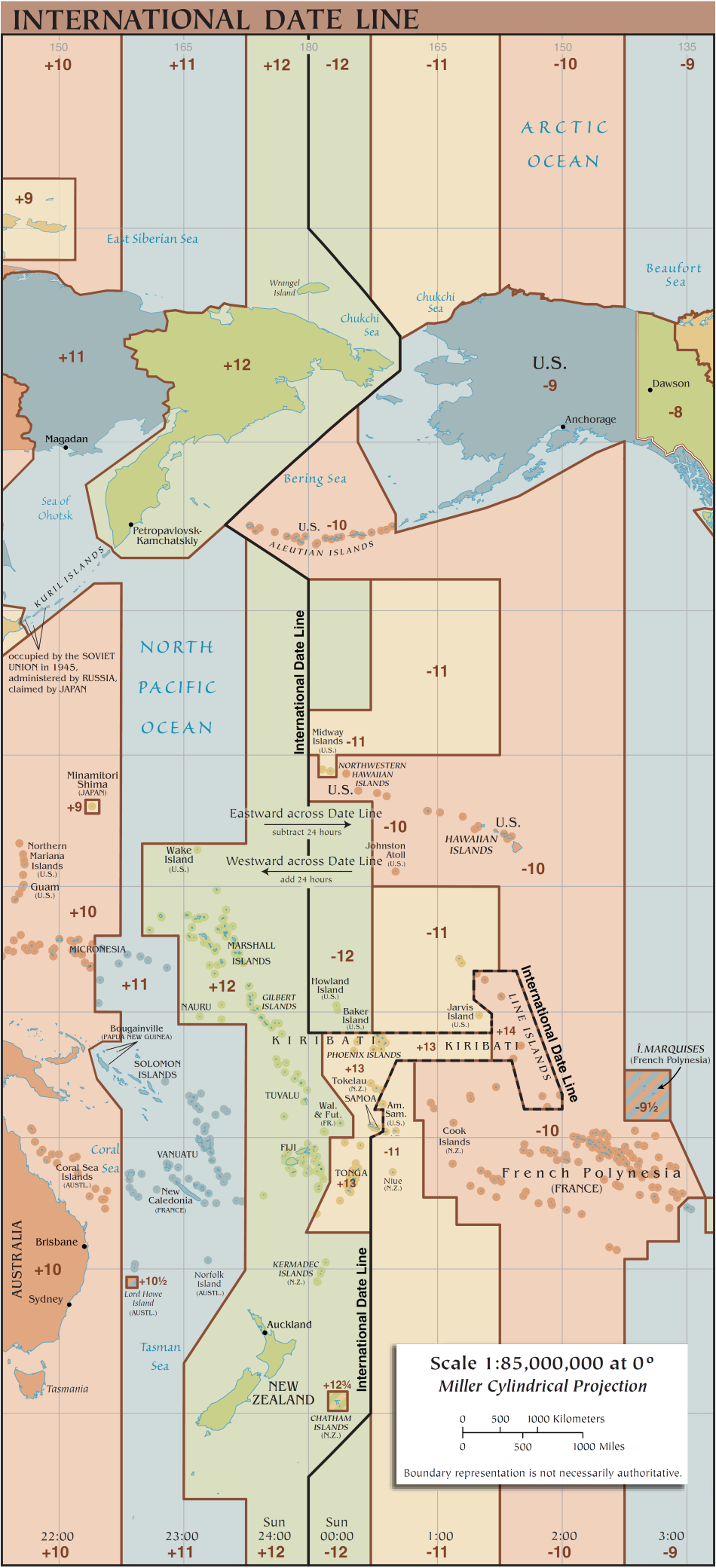
Die aktuelle Datumsgrenze auf dem oder nahe beim 180. Längengrad. Die erhebliche Ausbuchtung nach Osten südlich des Äquators hat der Inselstaat Kiribati 1994 vorgenommen. Stand: 30. Dezember 2011.

Die Datumsgrenze verläuft zwischen den beiden Polen der Erde durch den Pazifischen Ozean in der Nähe des 180. Längengrads. Wer die Datumsgrenze passiert, kommt in eine andere Zeitzone mit einem anderen Kalenderdatum: Überquert man die Datumsgrenze mit Ostkurs, gelangt man in den vorangegangenen, bei umgekehrter Richtung in den nächsten Kalendertag. Die Bewohner beiderseits der Datumsgrenze haben nicht das gleiche Kalenderdatum. Dieses ist auf der westlichen um einen Kalendertag höher als auf der östlichen Seite.

## Notwendigkeit einer Datumsgrenze
Das Datum wechselt immer (einmal) an dem Meridian, wo es gerade 24:00/00:00 Uhr ist (Mitternachtslinie). Dieser „natürliche“ (erste) Datumswechsel wandert mit dem Gegenpunkt der Sonne einmal pro Tag um die Erde herum. Zwangsläufig muss es einen zweiten Datumswechsel geben, damit die Erde in zwei Bereiche mit dem alten (gestern bzw. heute bzw. …) und dem neuen Datum (heute bzw. morgen bzw. …) aufgeteilt werden kann (siehe zwei nebenstehende Skizzen). Dieser andere Datumswechsel findet per Konvention an der erdfesten Datumsgrenze statt, die etwa am 180. Längengrad liegt. Dass die Trennlinie dabei auch gerade zwischen die beiden großen Kontinente Asien und Amerika fällt, und zwar an deren entlegensten und am schwächsten besiedelten Enden, macht diese Wahl zusätzlich passend.

Blick auf den Nordpol der ruhend gedachten Erde, die von der Sonne umrundet wird (Tag-Nacht-Gleiche).
An einem Ort wird beim Passieren der Mitternachtslinie gestern zu heute.
Zeitangaben in Sonnenzeit

Situation: siehe Abbildung links.
Vor dem Passieren der Mitternachtslinie war auf der westlichen Seite der Datumsgrenze schon heute (siehe Abbildung links), das danach zu morgen geworden ist.
Zeitangaben in Sonnenzeit

Grundsätzlich könnte jeder Längengrad Datumsgrenze sein. Die international vereinbarte heutige Lage im Pazifischen Ozean wurde gewählt, weil dort nur wenige Menschen leben. Ihnen wurde zugemutet, dass Nachbarn, die auf der anderen Seite der Datumsgrenze leben, immer (auch tagsüber) ein anderes Datum haben.

### Effekte beim Überqueren der Datumsgrenze
Die folgenden  Überlegungen sind davon abhängig, dass der heute übliche Gebrauch der Uhrzeit nicht mehr direkt an den Längengrad gebunden ist (Sonnenzeit, wahre Ortszeit), sondern dass innerhalb von Intervallen zwischen Längengraden eine jeweils zugeordnete Zonenzeit benutzt wird. Um sekundären Komplikationen aus dem Weg zu gehen, seien keine Passagen der Datumsgrenze in der Stunde vor und nach Mitternacht betrachtet (oder man denke in wahrer Ortszeit).
Reist man um die Erde in östlicher Richtung (der Sonne entgegen), hat man die Uhr bei jedem Wechsel der Zeitzone um in der Regel 1 Stunde vorzustellen. Würde man an der Datumsgrenze das Datum nicht zurückstellen, hätte man nach einer Erdumrundung 24 Stunden Zeit (einen Tag) „erzeugt“, was grundsätzlich nicht möglich ist. Die „Tilgung“ von Zeit bei umgekehrter Reiserichtung kommt ebenfalls nicht infrage. Der Trugschluss beruht darauf, dass durch das Verstellen der Uhr die Reisetage nicht mehr 24 Stunden lang sind. Durch das Vorstellen werden sie kürzer, durch das Zurückstellen werden sie länger.
Beim Überqueren der Datumsgrenze wird eine Reise durch alle Zeitzonen in der Gegenrichtung um die ganze Erde simuliert. Hilfreich ist die Vorstellung, dass dasjenige Datum anzunehmen ist, das ein Reisender mitbringt, der in der Gegenrichtung bis an die Datumsgrenze gereist ist. Der westwärts (mit der Sonne) Reisende hat seine Uhr fortwährend zurückgestellt. Sein Datum ist um einen Tag kleiner als das des ostwärts Reisenden.
Betrachtet man ein in sich abgeschlossenes Gebiet der Erde, so lässt sich leicht für dieses Gebiet eine einheitliche Datumsskala festlegen. Reist man nicht allzu weit in westliche Richtung, so muss man die Uhrzeit entsprechend reduzieren, reist man in östliche Richtung, so muss man die Uhrzeit entsprechend erhöhen.
Betrachtet man jedoch die Erde als Ganzes, so besteht das Problem, dass jeder Punkt sowohl durch eine Reise nach Osten als auch durch eine Reise nach Westen erreicht werden kann. Zwar würden beide mitgebrachten, unterwegs korrekt eingestellten Uhren die gleiche Uhrzeit anzeigen, aber man hätte auf einer der Reisen Mitternacht einmal öfter erlebt (von West nach Ost), so dass sich ein anderer Tag ergäbe. Es gäbe also kein eindeutig definiertes Datum für den Zielpunkt. Umrundet man die Erde ganz, so hätte man sogar für den Ausgangspunkt – je nach Richtung – ein um einen Tag abweichendes Datum im Vergleich zu jenen, die am Ausgangspunkt verblieben sind.
Diese Mehrdeutigkeit lässt sich nur auflösen, indem man willkürlich eine Grenze festlegt, die bei der Berechnung von Datum und Uhrzeit anhand der Längendifferenz nicht überschritten werden darf, beziehungsweise bei deren Überquerung ein Tag hinzugefügt oder weggenommen werden muss, so als wäre man in der anderen Richtung um die Erde gereist.

## Geschichtliche Entwicklung

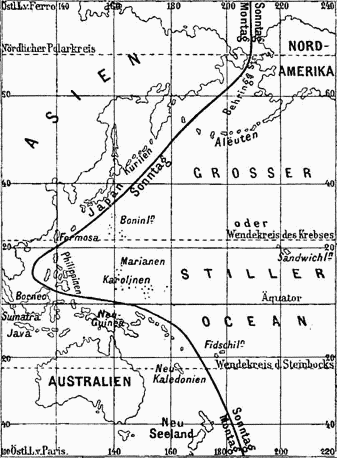
Historische Karte einer Datumsgrenze vor 1844/45, als die Philippinen noch östliches Datum hatten (Längengrade ab Paris bzw. Ferro gezählt)

Die Notwendigkeit einer Datumsgrenze hatten bereits der arabische Geograph Abu’l-Fida und auch Nikolaus von Oresme im 14. Jahrhundert vorausgesagt.
Die ersten, die mit dem Phänomen praktisch konfrontiert wurden, waren die Überlebenden der Flotte, die mit Ferdinand Magellan 1519 nach Westen aufbrachen und denen 1522 die erste Weltumseglung gelang. Da sie das Phänomen noch nicht kannten, war die Verwirrung groß, als die Besatzung der Victoria nach eigener Zählung die Kapverden am Mittwoch, den 9. Juli 1522, erreichte und erfuhr, dass dort bereits Donnerstag, der 10. Juli, war „und die frommen Seeleute inne wurden, daß sie an den falschen Tagen gefastet hatten“. Als sie wieder in Spanien ankamen, wurde das Rätsel vom venezianischen Botschafter Gasparo  Contarini gelöst.
In der Folge wurde eine Datumsgrenze geschaffen, die aber bis zur internationalen Vereinbarung über den Meridian von Greenwich als Nullmeridian im Jahre 1884 immer ziemlich vage und willkürlich geblieben und von jeder Seefahrernation anders geführt worden war. Den inneren Zusammenhang zwischen dem Nullmeridian (jede Seefahrernation hatte ihren eigenen) und seinem direkten Gegenstück – eben der Datumsgrenze – hatte niemals jemand hergestellt. So hatten die Spanier die Datumsgrenze westlich der Philippinen geführt, weil sie diese von Mexiko aus erobert und besiedelt hatten und sie von dort aus bewirtschafteten. Als die amerikanischen Kolonien von Spanien unabhängig und die Handelsbeziehungen der Philippinen mit den asiatischen Nachbarn bedeutender geworden waren, übernahm Spanien für die Kolonie der Philippinen zur Jahreswende 1844/45 das asiatische Datum und verschob die Datumsgrenze nach Osten in den Pazifik.
Im Gegensatz zur gezeigten Karte lag Alaska, so lange es zu Russland gehörte, auf der asiatischen Seite, also westlich der Datumsgrenze. Erst 1867, mit dem Verkauf von Alaska an die Vereinigten Staaten von Amerika, gelangte es auf die amerikanische (östliche) Seite der Datumsgrenze. So erfolgte ein direkter Datumswechsel vom 6. Oktober (Julianischer Kalender) auf den 18. Oktober 1867 (Gregorianischer Kalender). Die Differenz betrug somit nur 11 Tage aufgrund der Verschiebung der Datumsgrenze, anstatt des damaligen Unterschiedes zwischen den beiden Kalendern von 12 Tagen.
Im Anschluss an die Vereinbarung über den Greenwich-Meridian als Nullmeridian definierte der russische Diplomat Karl von Struve den 180. Längengrad streng als Datumsgrenze. Sie ist eine Gerade (ein Längengrad), was der Vereinbarung auch folgenden weltweiten Einführung von Zeitzonen entgegenkam. Sie liegt wie ihre vagen Vorgänger im Pazifik und zerteilt im Wesentlichen keine zusammenhängende Landmasse. Die bereits wirtschaftlich eng vernetzten und damals weltweit produktivsten Industrieregionen Europas und Nordamerikas blieben von der Datumsgrenze wie bisher unberührt. Die Initiative des „Erfinders der Weltzeit“ Sandford Fleming führte letztlich zum Greenwicher Nullmeridian. Sein dafür bevorzugter „Gegenbogen“ führte zur Datumsgrenze, über deren Funktion er sich seltsamerweise nie äußerte.

## Heutiger Verlauf der Datumsgrenze

### Allgemeines
Der 180. Längengrad verläuft überwiegend durch Gewässer, weshalb er sich auch als Datumsgrenze anbietet. Dort, wo dieser Längengrad ein Land quert oder eine politisch zusammengehörende Inselgruppe teilt, wurde die Datumsgrenze im Verlaufe der Zeit angepasst. Heute verläuft die Datumsgrenze nirgends über Land.

### Wrangelinsel und Tschuktschen-Halbinsel (Verschiebung bis ca. 169°West)
Die nördlichste Stelle, wo der 180. Längengrad über Land verläuft, ist die zu Russland gehörende Wrangelinsel, südlicher dann die Tschuktschen-Halbinsel. Deshalb wurde die Datumsgrenze hier Richtung Osten bis etwa 169°W durch die Beringstraße gelegt. Die Zeitzone UTC+12 wurde bis zur Beringstraße ausgedehnt.

### „Zerteilte“ Inselgruppen und Samoa

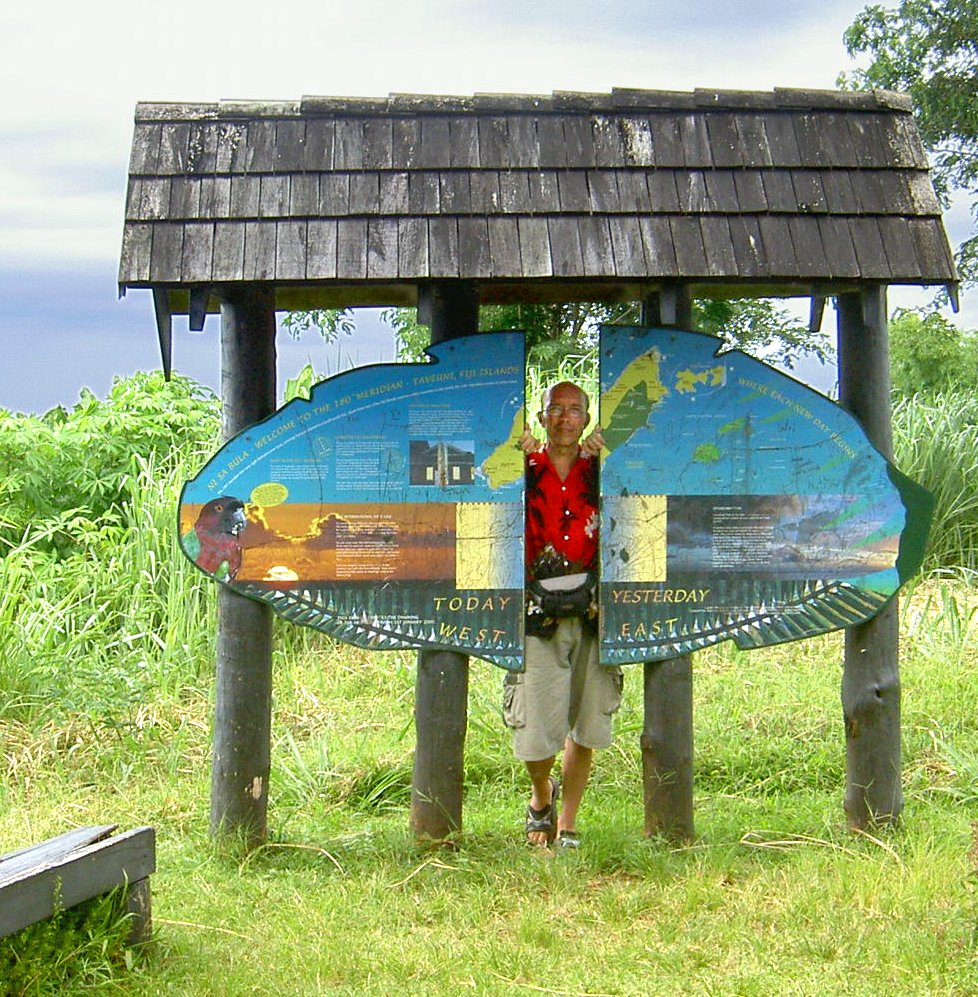
Der 180°-Meridian auf Taveuni (Fidschiinseln, die aber westlich der östlich verschobenen Datumsgrenze liegen)

Wo der 180. Längengrad Inselgruppen durchquert, wurde bei der Festlegung der Datumsgrenze deren politische Zugehörigkeit berücksichtigt. Da sich diese im Laufe der Jahre geändert hat, war auch die Datumsgrenze verschiedenen Änderungen unterworfen.

#### Diomedes-Inseln (Verschiebung bis ca. 169°West)
Die Datumsgrenze verläuft zwischen den beiden in gegenseitiger Sichtweite in der Beringstraße liegenden Diomedes-Inseln. Die westliche Ratmanow-Insel gehört zu Russland (russisch Остров Ратманова ostrow Ratmanowa, älterer Name Imaqliq), das östliche Little Diomede Island gehört zu Alaska.

#### Aleuten (Verschiebung bis ca. 171°Ost)
Die Aleuten – Hoheitsgebiet der Vereinigten Staaten – liegen zwar beiderseits des 180. Längengrades, ihre westlichen Inseln gehören aber zu UTC-10. Hier ist die Datumsgrenze also westlich ausgebeult.

#### Kiribati (Verschiebung bis ca. 150°West)
Lange Zeit war der mikronesische Inselstaat Kiribati, dessen winzige Eilande sich über fast 5000 km in Ost-West-Richtung im Pazifik erstrecken, durch die Datumsgrenze geteilt. Auf diesem einen Staatsgebiet hatte der Tag zwei Kalenderdaten, was zunächst kein großes Problem darstellte. Im Laufe der Staatsentwicklung wurde aber eine Festlegung auf ein Datum nötig. Kiribati entschied sich, komplett westlich der Datumsgrenze zu liegen, was am 1. Januar 1995 wirksam wurde. Dabei handelte es sich um die bisher stärkste Verschiebung der Datumsgrenze.
Die Anpassung führte dazu, dass das östlichste Eiland Kiribatis offiziell der erste Teil der Welt war, der das Jahr 2000 begrüßen konnte. Werbeträchtig wurde diese Insel daher in „Millennium Island“ (deutsch etwa Jahrtausendinsel) umbenannt.
Im Osten Kiribatis hat die Datumsgrenze eine Ausbeulung nach Nord und Süd. Hier gibt es kurze Stellen, an denen der sonst übliche Datumswechsel bei Ost/West- und West/Ost-Reisen umgekehrt zu erfolgen hat. Die von Kiribati veranlasste Linienführung der Datumsgrenze hat noch weitere kuriose Zusammenhänge zur Folge:
- Statt bisher zwei können gleichzeitig drei verschiedene Kalenderdaten auf der Erde vorkommen.[9]
- Es gibt Stellen auf der Datumslinie, wo sich das Datum beim Überqueren zu bestimmten Zeiten nicht um einen, sondern um zwei Kalendertage ändert.[10]

#### Samoa (Verschiebung bis ca. 171°West)
Der Inselstaat (West-)Samoa wechselte 1892 durch den Einfluss amerikanischer Händler auf die östliche Seite der Datumsgrenze. Tag der Umstellung war der 4. Juli (Jahrestag der amerikanischen Unabhängigkeit), den es dadurch in Samoa zweimal gab. Im Jahr 2011 erfolgte der Wechsel zurück auf die westliche Seite, da inzwischen die Handelsbeziehungen mit Neuseeland, Australien und Asien bedeutender waren als die mit Amerika. Der 30. Dezember 2011 wurde übersprungen, ebenso auf der 500 km nördlicheren Inselgruppe Tokelau. Das benachbarte nahe Amerikanisch-Samoa verblieb auf der „amerikanischen“ östlichen Seite.

#### Neuseeland (Verschiebung bis ca. 172,5°West)
Da die damalige Kolonialmacht England einige Inseln östlich der beiden Hauptinseln und östlich des 180. Längengrades zu Neuseeland zählte (besonders zu erwähnen die Chathaminseln), wurde hier vom 180. Längengrad nach Osten abgewichen. Die Verlegung hat bis heute Bestand, denn diese Inseln gehören auch gegenwärtig zu Neuseeland.

### Antarktis
In der unbewohnten Antarktis richten sich die Zeitzonen im Allgemeinen nach den Zeitzonen der Nationen der jeweiligen Forschungscamps oder nach dem nächstliegenden Versorgungsland. So gilt zum Beispiel auf der amerikanischen Amundsen-Scott-Südpolstation die gleiche Zeitzone wie in Neuseeland, UTC+12.
Entsprechend dieser willkürlichen Zuordnung der Zeitzonen zu den über den antarktischen Kontinent verstreuten Camps lässt sich keine einfache, lineare Datumsgrenze definieren.

## Die aktuellen Daten und Zeiten in der Nähe der Datumsgrenze
23.06.25

23.06.25

23.06.

2025

24.06.

2025

15:50

24.06.25

24.06.25

23.06.25

24.06.25

23.06.25

23.06.25

24.06.25

23.06.25

Die Karte rechts zeigt die Zeit- und Datumsverhältnisse in der Nähe der Datumsgrenze am 24. Juni 2025 um 03:50 Uhr UTC.
Täglich gibt es von einschließlich 10:00 UTC bis nicht eingeschlossen 11:00 UTC auf der Erde, wie in Kapitel Kiribati schon beschrieben, gleichzeitig drei verschiedene Kalenderdaten. Auf der Karte rechts sind die zwei Punkte, an denen die drei Daten während einer Stunde des Tages örtlich zusammenfallen, rot markiert. Zählt man die Zeitzone UTC−12 (grün markierte Gebiete östlich der Datumsgrenze) mit, in der sich Gewässer und die beiden unbewohnten US-amerikanischen Baker- und Howlandinseln befinden, hält der Zustand sogar bis nicht eingeschlossen 12:00 UTC an.

## Merkspruch in der Seefahrt
Für das im Seetagebuch (Logbuch) einzutragende Datum beim Überqueren der Datumsgrenze hilft folgender Merkspruch:
Von Ost nach West halt’s Datum fest,
von West nach Ost lass’ Datum los.
Ost und West beziehen sich dabei nicht auf die Himmelsrichtung, in die man reist, sondern auf die vom Nullmeridian aus gesehen westliche oder östliche Hemisphäre, also die Gebiete westlicher oder östlicher Länge.
Nach dem Passieren der Datumsgrenze mit östlichem Kurs (von Ost nach West) bleibt man zunächst beim gleichen Datum. Das Zurückschalten erfolgt verzögert, indem man erst den nächsten Tag beziehungsweise die nächste Seite des Logbuches mit dem gleichen Datum wie den Tag vorher versieht (halt’s Datum fest). Bei westlichen Kursen (von West nach Ost) wird dann auch erst am nächsten Tag reagiert, indem die neue Seite im Logbuch mit dem übernächsten Datum begonnen wird (lass’ Datum los).

## Die Datumsgrenze in der Literatur
In dem mehrmals verfilmten Roman In 80 Tagen um die Welt von Jules Verne vergisst der Protagonist Phileas Fogg beim Passieren der Datumsgrenze in östlicher Richtung, das Datum einen Tag zurückzustellen und entdeckt diesen Fehler erst am Ende der Reise in London. Dieser Umstand führt zu einem spannenden Ausgang der Wette, die Erde in höchstens 80 Tagen zu umrunden. Tatsächlich hätte ihm der Fehler sehr viel früher auffallen müssen – denn er war ja schon in den USA darauf angewiesen, die Fahrpläne von Eisenbahnen und Schiffen zu kennen.
Arthur C. Clarkes Science-Fiction-Kurzgeschichte Die Sirenengöttin (Originaltitel: Trouble with Time, 1960) handelt davon, dass der Diebstahl des titelgebenden Exponats aus einem Museum auf dem Mars misslingt, weil die entsprechende Stadt Meridian City genau auf der dortigen Datumsgrenze liegt und dem Einbrecher ein damit verknüpfter Irrtum unterläuft: Zum Zeitpunkt des Einbruchs ist nicht Sonntag, sondern noch Samstag, und das Museum hat geöffnet.
Umberto Ecos Roman Die Insel des vorigen Tages behandelt eine teilweise mystizistische Auseinandersetzung mit dem Phänomen der Längengrade, insbesondere des 180.
In der erstmals 1991 erschienenen Geschichte The island at the edge of time (dt. Die Insel am Rand der Zeit) des Disneyzeichners Don Rosa streiten sich Dagobert Duck und Mac Moneysac um eine kurz vorher durch Vulkanismus genau auf der Datumsgrenze aus goldenem Magma entstandene Insel. Moneysac erreichte die Insel am Morgen. Dagobert kam erst am Nachmittag auf der Insel an, konnte aber seinen Anspruch auf die Insel einen Tag früher als Moneysac erheben, weil er auf der Ostseite seinen „Claim setzte“. Moneysac tat das wenige Stunden vor ihm auf der Westseite und kam trotzdem zu spät, weil diese Seite schon den nächsten Kalendertag hatte. Dagoberts Seite hatte noch den vorherigen Kalendertag, und somit erfolgte seine Anmeldung formal einen Kalendertag früher als die von Moneysac.